# Madeinox-BRIC-AR Canelas
A equipa de ciclismo profissional da Madeinox-BRIC-AR Canelas foi uma equipa de ciclismo portuguesa baseada em Canelas. Foi uma das equipas europeias no nível UCI Continental Tour.

## Equipa em 2006
| Nome             | Idade | Nacionalidade | Equipa em 2005           |
| André Vital      | 24    | Portugal      | Carvalhelhos Boavista    |
| Bruno Neves      | 25    | Portugal      | Madeinox-BRIC-AR Canelas |
| Bruno Pinto      | 21    | Portugal      | Casactiva                |
| Claudio Faria    | 29    | Portugal      | Madeinox-BRIC-AR Canelas |
| Fernando Sousa   | 27    | Espanha       | Barbot/Pascoal           |
| Helder Oliveira  | 23    | Portugal      | Madeinox-BRIC-AR Canelas |
| Helder Pereira   | 24    | Portugal      | Madeinox-BRIC-AR Canelas |
| Lizuarte Martins | 28    | Portugal      | Madeinox-BRIC-AR Canelas |
| Marco Cunha      | 19    | Portugal      | ADRAP                    |
| Sergio Sousa     | 23    | Portugal      | Madeinox-BRIC-AR Canelas |

## Referênces
- Cycle News – Equipa de 2006 da Madeinox-BRIC-AR Canelas